# Fayuan Zhulin
Fayuan Zhulin (法苑珠林}, Forêt de pierres précieuses dans le jardin de Dharma, est une encyclopédie bouddhiste en 100 juan (卷 volumes, fascicules) compilée en Chine en 668 par Dao Shi (道世). Elle contient des textes bouddhistes et d'autres textes anciens dont il n'existe n'a pas d'autre copie. Elle constitue donc une importante source de connaissances sur de nombreux domaines. Elle a été utilisée sous la dynastie Ming pour reconstituer des collections anciennes.